# Erich Koschik
Erich Koschik (* 3. Januar 1913 in Hamburg; † 21. Juli 1985 ebenda) war ein deutscher Kanute, der 1936 eine olympische Bronzemedaille gewann.
Koschik startete für den Polizei SV Hamburg. Von 1934 bis 1936 gewann er dreimal in Folge die Deutsche Meisterschaft über 1000 Meter im Einer-Canadier. Bei den Europameisterschaften 1934 in Kopenhagen siegte er vor Bohumil Silny und Bohuslav Karlík aus der Tschechoslowakei. Bei der olympischen Premiere des Kanusports 1936 in Berlin siegte im Einer-Canadier der Kanadier Frank Amyot, hinter Bohuslav Karlík gewann Koschik die Bronzemedaille. 
Nach dem Zweiten Weltkrieg startete Erich Koschik erneut bei Deutschen Meisterschaften. 1947 gewann er zusammen mit Hans Wedemann den Titel im Zweier-Canadier über 1000 Meter, 1948 waren die beiden über 10.000 Meter erfolgreich. 